# Osceola County (Michigan)
Osceola County is een county in de Amerikaanse staat Michigan.
De county heeft een landoppervlakte van 1.466 km² en telt 23.197 inwoners (volkstelling 2000). De hoofdplaats is Reed City.